# Ярполимермаш
ООО «Ярполимерма́ш-ТШ» — российский производитель оборудования и оснастки для шинной, шиновосстановительной, резинотехнической промышленности .
Расположено в городе Ярославле по адресу улица Полушкина Роща, 9. Включает литейное, кузнечно-котельное, механообрабатывающее, сборочное производства, инженерный центр. Основными потребителями являются шинные заводы России и СНГ.
Ярполимермаш-Татнефть выполняет монтажные, пусконаладочные работы и сервисное обслуживание оборудования у потребителей.

## История
Предприятие начало работу 1 декабря 1931 года как Механическое производство в составе Ярославского резино-асбестового комбината (ЯРАК). Основной задачей было осуществлять монтаж, ремонт и обеспечение эксплуатации оборудования предприятий комбината. Завод выпускал вальцы, сборочное оборудование, резательные машины для корда и заготовок, пресс-формы и оснастку. С 1932 года действовали механосборочный, литейный, кузнечный и инструментарный цеха.
В 1940 году из ЯРАК был выделен Ярославский шинный завод. В октябре 1941 года из состава шинного завода выделено Механическое производство в самостоятельный Ярославский механический завод в подчинении Комиссариату резиновой промышленности. В апреле 1942 переименован в Первый Ярославский механический завод. В ноябре 1954 года объединён со Вторым Ярославским механическим заводом, возникшем при Химико-механическом техникуме, в Ярославский механический завод. В 1957 году передан из подчинения 2-го Главного управления Министерства химической промышленности СССР в ведение Совнархоза и подчинён Управлению машиностроения и металлообрабатывающей промышленности Ярославского совнархоза. В январе 1959 года переименован в Ярославский завод химического машиностроения (Химмаш). В январе 1963 года передан в ведение Управления автотракторного машиностроения Совнархоза Верхне-Волжского экономического района, в октябре 1965 года — в ведение Главного управления нефтеперерабатывающего и резинотехнического машиностроения Министерства химического и нефтяного машиностроения. В марте 1966 года переименован в Ярославский завод полимерного машиностроения (Полимермаш).
Завод стал частью производственной цепочки: НИИшинмаш (основано в 1961 году) разрабатывал оборудование, Завод опытных машин (основан в 1970 году) производил образцы, а «Полимермаш» выпускал массовую продукцию. В лучшие годы завод производил в месяц около 100 единиц сложного технологического оборудования. В марте 1986 года завод был объединён с НИИшинмаш, заводом опытных машин и Костромским заводом полимерного машиностроения в Ярославское научно-производственное объединение полимерного машиностроения (НПО «Ярполимермаш»). В феврале 1989 года предприятие передано Министерству нефтеперерабатывающей промышленности СССР. В 1989 году НИИшинмаш, завод опытных машин и Костромской завод полимерного машиностроения выведены из состава объединения, предприятие переименовали в Ярославское производственное объединение полимерного машиностроения (ПО «Ярполимермаш») и включили в состав производственного объединения «Спецнефтехиммаш».
В ноябре 1992 года предприятие реорганизовано в АООТ «Ярполимермаш» (с мая 1996 года — ОАО «Ярполимермаш»). В 1998 и 2001 годах завод переживал банкротство.
С 2001 года — дочернее предприятие ОАО «Татнефть», переименовано в ЗАО «Ярполимермаш-Татнефть». Произведена модернизация станочного парка, закупка новых технологий, восстановление инфраструктуры.
Доля компании «Ярполимермаш», принадлежащая компании «Татнефть», была в 2022 году продана «Татнефтехиминфест-холдингу», который не входит в группу «Татнефть». Компания перешла под управление ООО «Татшина», название было изменено на АО «Ярполимермаш-ТШ» (с июня 2023 года — ООО «Ярполимермаш-ТШ»).
В 2024 году объявлено о прекращении деятельности ООО «Ярполимермаш-ТШ» в связи с присоединением его к ООО «Нижнекамский механический завод», также входящим в структуру ООО «Татшина». С июня 2024 собственником компаний стало АО «Воронеж. Искусственный интеллект».